# Lion (marque)
Pour les articles homonymes, voir Lion (homonymie).
 (juillet 2024).
Motif : Qu'est-ce qui est admissible ? La marque ou le produit (barre chocolatée) ?
Lion est une marque commerciale de confiseries chocolatées industrielles appartenant à Nestlé. Lion vendait initialement des barres chocolatées. Elle commercialise également des céréales de petit-déjeuner depuis 2002.

## Histoire
Créée en 1979 par la confiserie Rowntree Mackintosh (en), la barre Lion entre dans Nestlé lorsque le groupe suisse rachète Rowntree Mackintosh (Nuts, Kitkat) en 1988. Elle est commercialisée en France depuis 1979 et le céréale pour le petit-déjeuner depuis 2002.
Une édition limitée au brownie a été commercialisée en 2020.

## Description
Commercialisée dans un emballage plastique, cette confiserie pèse 45 grammes. L'emballage précise que c'est une gaufrette fourrée, nappage caramélisé (32 %) et céréales (3 %), enrobage chocolat au lait (42 %).
La barre ne pèse plus que 42 grammes[Quand ?], soit près de 7 % de moins pour le même prix.

## Fabrication
Fabriquée à Dijon dans les usines vendues à Barry Callebaut en 2007 pour le monde entier (70 pays).

## Communication
Un des slogans a été « Pour rugir de plaisir » (années 1980).